# شباب رفح
تأسس نادي شباب رفح عام 1953م تحت اسم نادي الشعبة وفي عام 1960 حمل النادي اسم نادي العروبة واستمر تحت هذا الاسم لمدة عامين حتى قامت الإدارة المصرية بقطاع غزة بتكوين مؤسسة رعاية الشباب ومنذ ذلك الوقت تحول اسم النادي إلى مركز رعاية الشباب وانتقل مقر النادي من مبنى الاتحاد القومي بشارع صلاح الدين إلى مقره الجديد عند المدخل الشرقي لمحافظة رفح وبهذه المناسبة أقيم مهرجانا كرويا توج بمباراة تاريخية جمعت ين نادي شباب رفح ونادي الاسماعيلى المصري بطل مصر وذلك بحضور الفريق أول يوسف العجرودى الحاكم الادارى لقطاع غزة ولفيف من الشخصيات الرياضية المصرية والفلسطينية ،
بعد نكسة 1967م استولت قوات الاحتلال الاسرائيلى على مبنى النادي وحولته مقراً لها كما حولت الملعب لمهبط طائرات .مما أدى إلى تدمير أرضية الملعب وتوقيف أنشطة النادي ،
في عام 1973م بادرت مجموعة من أعضاء النادي المخلصين إلى إعادة اعمار وإحياء النادي تحت اسم نادي شباب رفح الرياضي وتشكلت أول هيئة إدارية برئاسة على مهدي حيث كان المبنى آنذاك عبارة غرفة مسقوفة بالصاج القديم بمنطقة موقف رفح الحالي ، وفي عام 1987م انتقل مقر النادي إلى مبنى البلدية .
مع أحداث انتفاضة عام 1987م قامت قوات الاحتلال بحرق مبنى النادي وهدمه تحت ذريعة مشاركة أعضاء النادي في أحداث الانتفاضة .
ومع قدوم السلطة الفلسطينية قامت مجموعة من أبناء النادي المخلصين بالاتصال ببلدية رفح من أجل بناء مقر للنادي ووافقت البلدية على بناء المقر وهو المقر الحالي والرسمي للنادي وكان ذلك عام 1994م ،، ويعتبر نادي شباب رفح صاحب البطولات المحلية والمشاركات العربية من أقطاب الكرة الفلسطينية حيث تعتمد المنتخبات الفلسطينية في كافة الألعاب على عناصر نادي شباب رفح وقد شارك النادي في تأسيس رابطة الأندية الرياضية.

## رموز النادي
- الفترة الأولى ( 75 – 82 )
على مهدي ، حسن أبو شماله ،احمد أبو الخير ، محمد سبيكة ، زكى جودة ،محمد أبو حطب ، سعيد البيومى .
- الفترة الثانية ( 82-86 )
احمد صلاح ، محمد أبو حطب ، غازى الغريب ، حسن أبو شماله ، احمد أبو الخير ،داوود المدلل ، يوسف موسى ، محمد اليازوري ، جميل الخطيب ، عمر أبو السعود ،محمد الغريب ، ناجى أبو عبيد .
- الفترة الثالثة ( 86 – 92 )
فايق عياش ، حسن أبو شماله ، فتحي الزرد ، احمد أبو الخير ، حسن عثمان ، محمد صالح قشطه ، فايز أبو غرارة .
- الفترة الرابعة عام 93 تم تعيين مجلس مؤقت ومنهم أبو عرفات الدبارى ، الغطاس ، فريد الخطيب ، جميل اللداوى ، محمد الشخريت ، ياسين بهلول .
- الفترة الخامسة ( 94 – 96 )
حماد حماد ، جلال أبو نار ، عصام قشطه ، محمد صالح قشطه ، احمد أبو الخير ، فلاح أبو زهري ، فريد الخطيب .
- الفترة السادسة ( 96 – 98 )
حماد حماد ، فريد الخطيب ، جلال أبو نار ، جميل اللداوى ، احمد أبو الخير ، احمد لافي ، حسن أبو شماله ، علاء فوده ، عبد القادر الابزل .
- الفترة السابعة ( 98 – 2000 )
إبراهيم القيق ، على برهوم ، جلال أبو نار ، محفوظ عثمان ، فريد الخطيب ، عبد الفتاح عزام ، سليمان أبو جزر ، احمد صلاح ، عصام قشطه .
- الفترة الثامنة ( 2000 – 2002 )
محمد الدبارى ، زهير عدوان ، حسن صلاح ، فريد الخطيب ، عصام قشطه ، سليمان أبو جزر ، إسماعيل أبو نجا ، جلال أبو نار ، فتحي الزرد ، غازى الغريب ، محمد أبو شبيكة ، حماد حماد ، احمد أبو الخير .
- الفترة التاسعة ( 2002 – 2005 )
سليمان أبو جزر ، فريد الخطيب ، عبد الفتاح عزام ، عصام قشطة ، عمر قشطه ، نافذ حمدان ، فتحي الزرد ، محمد الشخريت ، إسماعيل أبو نجا .
- الفترة العاشرة الحالية ( 2005 – 2007 )
عصام قشطه ، فريد الخطيب ، عمر قشطه ، عطية عبد العال ، عبد الفتاح عزام ، محمد صالح قشطه ، إسماعيل أبو نجا ، ياسر المغربي ، حسن صلاح .
الفترة الحادية عشر 2007 - 2011
عصام قشطة , عبد الفتاح عزام, إسماعيل أبو النجا , فريد الخطيب ,عمر صلاح ,محمد الشخريت ,أسامة الطويل, نافذ حمدان , ياسر المغربي.

## ديربي رفح
ديربي رفح يعتبر أقوى ديربي في قطاع غزة وهو الديربي الذي يجمع نادي شباب رفح بنادي خدمات رفح.

## تاريخ النادي
تأسس نادي شباب رفح عام 1953م تحت اسم نادي الشعبة وفي عام 1960 حمل النادي اسم نادي العروبة واستمر تحت هذا الاسم لمدة عامين حتى قامت الإدارة المصرية بقطاع غزة بتكوين مؤسسة رعاية الشباب ومنذ ذلك الوقت تحول اسم النادي إلى مركز رعاية الشباب وانتقل مقر النادي من مبنى الاتحاد القومي بشارع صلاح الدين إلى مقره الجديد عند المدخل الشرقي لمحافظة رفح وبهذه المناسبة أقيم مهرجانا كرويا توج بمباراة تاريخية جمعت ين نادي شباب رفح ونادي الإسماعيلى المصري بطل مصر وذلك بحضور الفريق أول يوسف العجرودى الحاكم الإداري لقطاع غزة ولفيف من الشخصيات الرياضية المصرية والفلسطينية.
بعد نكسة 1967م استولت قوات الاحتلال الإسرائيلي على مبنى النادي وحولته مقراً لها كما حولت الملعب لمهبط طائرات.مما أدى إلى تدمير أرضية الملعب وتوقيف أنشطة النادي ،وفي عام 1973م بادرت مجموعة من أعضاء النادي المخلصين إلى إعادة اعمار وإحياء النادي تحت اسم نادي شباب رفح الرياضي وتشكلت أول هيئة إدارية برئاسة على مهدي حيث كان المبنى آنذاك عبارة غرفة مسقوفة بالصاج القديم بمنطقة موقف رفح الحالي، وفي عام 1987م انتقل مقر النادي إلى مبنى البلدية.
مع أحداث انتفاضة عام 1987م قامت قوات الاحتلال بحرق مبنى النادي وهدمه تحت ذريعة مشاركة أعضاء النادي في أحداث الانتفاضة.
ومع قدوم السلطة الفلسطينية قامت مجموعة من أبناء النادي المخلصين بالاتصال ببلدية رفح من أجل بناء مقر للنادي ووافقت البلدية على بناء المقر وهو المقر الحالي والرسمي للنادي وكان ذلك عام 1994م، ويعتبر نادي شباب رفح صاحب البطولات المحلية والمشاركات العربية من أقطاب الكرة الفلسطينية حيث تعتمد المنتخبات الفلسطينية في كافة الألعاب على عناصر نادي شباب رفح وقد شارك النادي في تأسيس رابطة الأندية الرياضية.

## ملعب النادي
يلعب لاعبو النادي في الملعب البلدي الواقع في مدينة رفح، والذي اعيد تأسيسه في عام 2001م، وهو الملعب الوحيد في مدينة رفح حيث يلعب فيه اندية رفح، وفي الحرب على غزة عام 2008-2009م تم استهداف الملعب، حيث قصفه الاحتلال الإسرائيلي مما أدى إلى تدميره جزئيا.

## إنجازات
- يعتبر نادي شباب رفح هو الأكثر حصولاً على البطولات في فلسطين ب(15) بطولة رسمية وغير رسمية.[3]

| البطولة               | البطل | الوصيف | سنوات البطولة                            | سنوات الوصافة               |
| --------------------- | ----- | ------ | ---------------------------------------- | --------------------------- |
| دوري قطاع غزة الممتاز | 4     | 2      | 2012–13 ،2013–14 ،2020–21 ،2021–22       | 2010–11 ،2016–17            |
| كأس قطاع غزة          | 5     | 4      | 2002–03 ،2004–05 ،2012 ،2016–17 ،2019–20 | 1994–95 ،1998–99 ،1999–2000 |
| كأس السوبر الغزاوي    | 5     | 0      | 2013 ،2014 ،2017 ،2018 ،2020             | –                           |
| كأس فلسطين            | 1     | 0      | 2017                                     | –                           |

- وصل نصف النهائي في كأس العرب للأندية الأبطال سنة 1996